# British Columbia Highway 93
La British Columbia Highway 93, letteralmente Autostrada 93 della Columbia Britannica, è un'autostrada in direzione Sud-Nord nella parte sud-orientale della Columbia Britannica, nel Distretto regionale di East Kootenay e prende il suo numero dall'autostrada statunitense U.S. Route 93 di cui rappresenta il proseguimento dopo il confine Canada-U.S.A..

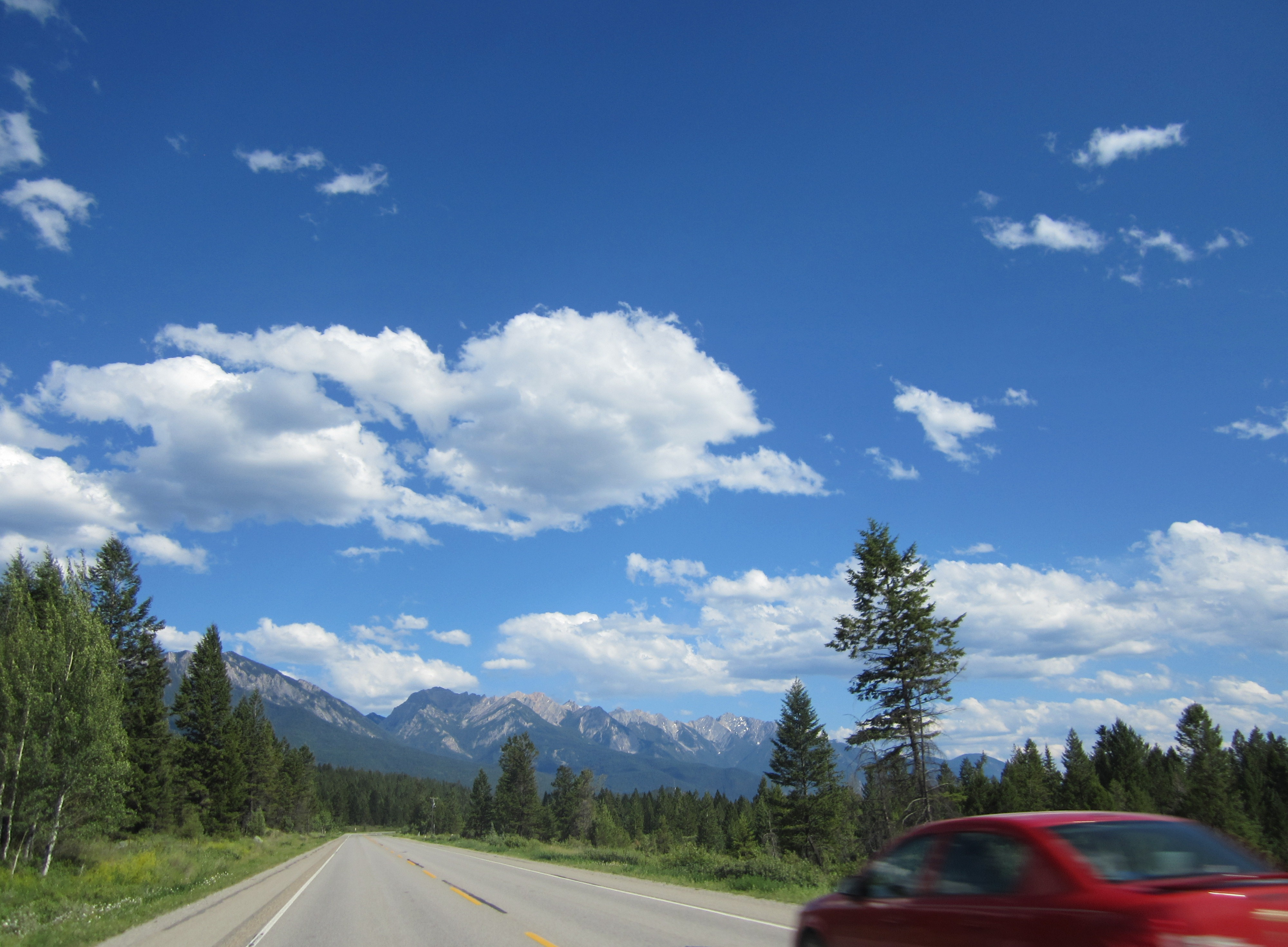
La British Columbia Highway 93

Segue la Crowsnest Highway (British Columbia Highway 3) e la British Columbia Highway 95 attraverso Radium Hot Springs verso il punto in cui attraversa lo spartiacque continentale nella provincia canadese di Alberta a Vermilion Pass, da dove continua come Alberta Highway 93. La sezione compresa tra il confine Canada-U.S.A. e la Crowsnest Highway è nota come la Elko–Roosville Highway, la sezione tra la Crowsnest Highway e Radium Hot Springs è nota come la Kootenay–Columbia Highway, mentre la sezione a est di Radium Hot Srings è nota come la Banff–Windermere Parkway.